# Acanthonyx inglei
Acanthonyx inglei is een krabbensoort uit de familie van de Epialtidae. De wetenschappelijke naam van de soort is voor het eerst geldig gepubliceerd in 1988 door Tirmizi & Kazmi.